# Louis-Marie Chauvet
Pour les articles homonymes, voir Chauvet.
Louis-Marie Chauvet (né en Vendée à Chavagnes-en-Paillers le  26 janvier 1942) est un théologien catholique français. Il est ordonné prêtre le 2 juillet 1966 par Mgr de Courrèges. Professeur à l'Institut catholique de Paris, il est dernièrement curé dans le diocèse de Pontoise à Deuil-la-Barre, avant d'être nommé prêtre coopérateur à Eaubonne.

## Œuvre
L’œuvre de Louis-Marie Chauvet contribue à renouveler la théologie des sacrements en intégrant des catégories nouvelles, notamment issues de la philosophie du langage. Il est traduit en de nombreuses langues.
Quelques points saillants pour entrer dans la pensée et l’œuvre de Chauvet :
1. méthode authentiquement théologique

2. contextualisation et redéploiement

3. critique heideggérienne de la métaphysique
 
4. triangle interactif d’Écriture, de sacrements et d’éthique

5. aucun accès imaginaire immédiat à Dieu
 
6. caractère corporel de la révélation actuellement à l’œuvre
 
7. rupture avec une scolastique
 
8. théologie des sacrements dans le cadre des personnes et des groupes qui célèbrent

## Publications
- Du symbolique au symbole : essai sur les sacrements, Cerf 1979 (Coll. Rites et symboles), 306 p.
- Thèmes de réflexion sur l'Eucharistie (1 : Église et Eucharistie ; 2 : Le mystère de la présence du Christ ; 3 :  L'Eucharistie, mémoire de l'Église ; 4 : Le sacrifice du Christ et de l'Église), Lourdes 1980 (pour le Congrès eucharistique international de 1981)
- Symbole et sacrement : une relecture sacramentelle de l'existence chrétienne, Cerf 1987  (Coll. Cogitatio Fidei), 582 p.
- Les sacrements : parole de Dieu au risque du corps, éd. Ouvrières, 1993
- De la médiation : quatre études de théologie sacramentaire fondamentale, paru en édition italienne (texte français et trad. en italien) sous le titre « Della Mediazione. Quattro studi di teologia sacramentaria fondamentale », Cittadella Editrice, Assisi et Pontificio Ateneo Sant’Anselmo, Roma, 2006, 236 p.
- Dieu, un détour inutile ? Entretiens, Cerf, 2020, 328 p.  (ISBN 9782204139656)
- Drôlement Dieu !, Cerf, 2022  (ISBN 9782204146067)

## Sources
- Les sacrements révélation de l’humanité de Dieu : volume offert à Louis-Marie Chauvet, Ed. Philippe Bordeyne – Bruce T. Morrill. Paris : Cerf 2008 (coll. « Cogitatio fidei », 263, 299 p.
- Arnaud Join-Lambert, « Célébrer les sacrements : action et langage prophétique », in Précis de théologie pratique, Éd. Gilles Routhier – Marcel Viau. Bruxelles – Québec – Paris, 2e éd. augmentée, 2007 (coll. « Théologies pratiques ») p. 551-562.
- Bernhard Blankenhorn, « The Instrumental Causality of the Sacraments: Thomas Aquinas and Louis-Marie Chauvet », in Nova et Vetera 4 (2006) : 255-294.